# کولغ کلم سنگکی
کولغ کلم سنگکی، روستایی در دهستان بندزرک بخش بندزرک شهرستان میناب در استان هرمزگان ایران است.

## جمعیت
بر پایه سرشماری عمومی نفوس و مسکن در سال ۱۳۹۵، جمعیت این روستا برابر با ۳۰۳ نفر (۸۸ خانوار) بوده‌است.